# 克鲁瓦昂泰尔努瓦
克鲁瓦昂泰尔努瓦（法語：Croix-en-Ternois）是法国北部-加来海峡大区加来海峡省的一个市镇，属于阿拉斯区泰努瓦斯河畔圣波勒县。该市镇2009年时的人口为322人。

## 人口
克鲁瓦昂泰尔努瓦人口变化图示
| 数据来源：INSEE |